# Awdon
Awdon (hebr. עבדון) – moszaw położony w Samorządzie Regionu Ma’ale Josef, w Dystrykcie Północnym, w Izraelu.

## Położenie
Moszaw jest położony na wysokości 173 metrów n.p.m. na zachodnim skraju Górnej Galilei. Leży na zachodnim zboczu rozległego płaskowyżu, wzdłuż którego południowej krawędzi przebiega głębokie wadi strumienia Keziw. Na północny zachód od osady przepływa strumień Cuva, za którym wznosi się wzgórze Giwat Ezov (178 m n.p.m.). Jeszcze bardziej na północy przepływa strumień Becet. Tutejsze wzgórza są zalesione. Okoliczny teren opada w kierunku zachodnim do wzgórz Zachodniej Galilei i dalej do równiny przybrzeżnej Izraela. W otoczeniu moszawu Awdon znajdują się miasto Naharijja, miejscowość Szelomi, kibuce Maccuwa, Chanita, Adamit, Elon, Kabri, Sa’ar i Geszer ha-Ziw, moszawy Ja’ara, Goren, Manot i Liman, wioski komunalne Micpe Hilla i Newe Ziw, oraz arabska wioska Szajch Dannun.

### Podział administracyjny
Awdon jest położony w Samorządzie Regionu Ma’ale Josef, w Poddystrykcie Akka, w Dystrykcie Północnym Izraela.

## Demografia
Stałymi mieszkańcami moszawu są wyłącznie Żydzi. Tutejsza populacja jest mieszana, zarówno świecka jak i religijna:

Źródło danych: Central Bureau of Statistics.

## Historia

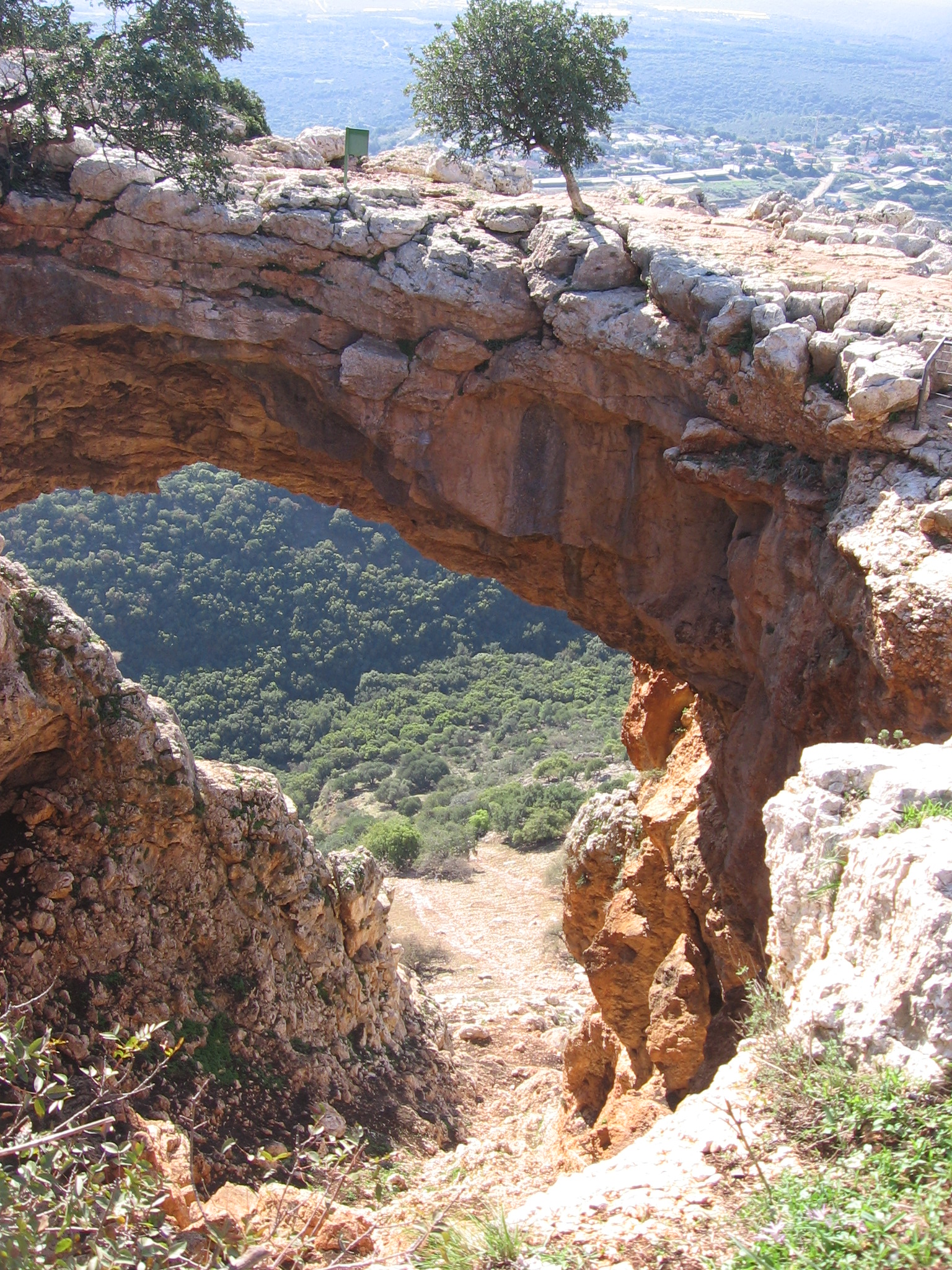
Otoczenie strumienia Becet

Pierwotnie w miejscu tym znajdowała się arabska wioska Arab as-Samnija. W wyniku I wojny światowej cała Palestyna przeszła pod panowanie Brytyjczyków, którzy utworzyli Brytyjski Mandat Palestyny. Przyjęta 29 listopada 1947 roku Rezolucja Zgromadzenia Ogólnego ONZ nr 181 przyznała obszar wioski Arab as-Samnija państwu arabskiemu. Podczas wojny domowej w Mandacie Palestyny w 1948 roku w rejonie wioski stacjonowały siły Arabskiej Armii Wyzwoleńczej, które paraliżowały żydowską komunikację w całej Galilei. Podczas I wojny izraelsko-arabskiej w październiku 1948 roku Izraelczycy przeprowadzili operację „Hiram”, w trakcie której w nocy z 30 na 31 października zajęli wioskę Arab as-Samnija. Wszystkich jej mieszkańców wysiedlono, a następnie wyburzono domy. Współczesny moszaw został założony w 1952 roku. Założycielami osady byli żydowscy imigranci z Tunezji i Iranu. Początkowo nazywała się Kefar Awdon (hebr. כפר עבדון), później zmieniono jej nazwę na obecną. W pierwszym okresie istnienia moszawu, jego mieszkańcy pracowali przy pracach leśnych oraz przygotowywali miejsce pod budowę kolejnych stałych osiedli żydowskich.

### Nazwa
Nazwa moszawu nawiązuje do biblijnego miasta Abdon należącego w przeszłości do pokolenia Asera.

## Edukacja
Moszaw utrzymuje przedszkole. Starsze dzieci są dowożone do szkoły podstawowej w moszawie Becet lub szkoły średniej przy kibucu Kabri.

## Kultura i sport
W moszawie znajduje się ośrodek kultury z biblioteką. Z obiektów sportowych jest boisko do koszykówki.

## Infrastruktura
W moszawie jest sklep wielobranżowy, synagoga oraz warsztat mechaniczny.

## Turystyka
Wśród wzgórz wytyczono szlaki turystyczne oraz drogi rowerowe. W pobliżu jest położony rezerwat przyrody strumienia Becet i rezerwat przyrody strumienia Keziw.

## Gospodarka
Gospodarka moszawu opiera się na drobnym rolnictwie – głównie uprawa oliwek oraz uprawy w szklarniach. Część mieszkańców dojeżdża do pracy w pobliskich strefach przemysłowych.

## Transport
Z moszawu wyjeżdża się lokalną drogą na zachód do drogi nr 8911, którą jadąc dalej na zachód dojeżdża się do drogi nr 70. Natomiast jadąc drogą nr 8911 w kierunku południowo-wschodnim dojeżdża się do moszawu Manot.